# Saison 1913-1914 de la PCHA
Saison précédente Saison suivante
La saison 1913-1914 est la troisième saison de l'Association de hockey de la Côte du Pacifique (souvent désignée par le sigle PCHA en référence à son nom anglais : Pacific Coast Hockey Association), ligue de hockey sur glace du Canada. Chacune des trois équipes qui commencent la saison doit jouer seize parties mais finalement, deux équipes ne jouent que quinze rencontres ; à la fin du calendrier, les Aristocrats de Victoria sont la meilleure équipe de la PCHA et remportent le titre de champions de la ligue.

## Contexte
Frank Patrick devient le troisième président de la PCHA en remplacement de C.E. Doherty  ; il gardera son poste jusqu'à la fin de la PCHA en 1924. La saison voit également la mise en place de la ligne bleue pour diviser la patinoire en trois parties distinctes d'une vingtaine de mètres environ ; dans la zone neutre, la zone du milieu de la patinoire, les passes en avant sont désormais autorisées. Victoria doit compter jusqu'à fin janvier sans Lester Patrick qui s'est cassé la jambe avant la saison ; à son retour au jeu, Victoria, jusqu'à présent dernier de la ligue, enchaîne six victoires consécutives pour finir à la première place du classement. Il est estimé que les pertes des Royals de New Westminster se situent entre quatre et neuf mille dollars et la direction de la PCHA décide de déménager la franchise aux États-Unis pour la saison suivante et de la renommer Rosebuds de Portland.

## Résultats

### Résultats des matchs
| Date        | Visiteurs       | Score          | Locaux          |
| ----------- | --------------- | -------------- | --------------- |
| 5 décembre  | New Westminster | 7–5            | Vancouver       |
| 9 décembre  | Victoria        | 5–6            | New Westminster |
| 12 décembre | New Westminster | 2–6            | Victoria        |
| 16 décembre | Victoria        | 3–11           | Vancouver       |
| 19 décembre | New Westminster | 4–6            | Victoria        |
| 26 décembre | Vancouver       | 4–9            | Victoria        |
| 30 décembre | New Westminster | 3–7            | Vancouver       |
| 2 janvier   | New Westminster | 5–4            | Victoria        |
| 6 janvier   | Victoria        | 6–5            | Vancouver       |
| 9 janvier   | Vancouver       | 3–2            | New Westminster |
| 13 janvier  | New Westminster | 3–5            | Victoria        |
| 16 janvier  | New Westminster | 5–8            | Vancouver       |
| 20 janvier  | Vancouver       | 7–6 (14:45 OT) | Victoria        |
| 23 janvier  | Victoria        | 4–6            | New Westminster |
| 27 janvier  | Victoria        | 5–3            | Vancouver       |
| 30 janvier  | New Westminster | 5–7            | Victoria        |
| 3 février   | Vancouver       | 2–8            | New Westminster |
| 6 février   | New Westminster | 3–1            | Vancouver       |
| 10 février  | Vancouver       | 2–5            | Victoria        |
| 13 février  | Victoria        | 2–1 (36:46 OT) | New Westminster |
| 17 février  | Victoria        | 5–4 (7:40 OT)  | Vancouver       |
| 20 février  | New Westminster | 1–8            | Victoria        |
| 24 février  | New Westminster | 6–9            | Vancouver       |
| 24 février  | Victoria        | –              | Vancouver       |

### Classement
| Équipe                     | PJ | V  | D | N | BP | BC |
| -------------------------- | -- | -- | - | - | -- | -- |
| Aristocrats de Victoria    | 15 | 10 | 5 | 0 | 80 | 67 |
| Royals de New Westminster  | 16 | 7  | 9 | 0 | 75 | 81 |
| Millionnaires de Vancouver | 15 | 6  | 9 | 0 | 76 | 83 |

## Joueurs

### Meilleurs pointeurs

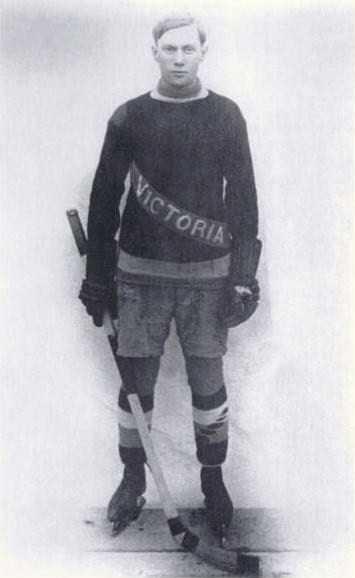
Thomas Dunderdale avec le maillot de Victoria.

| Joueur            | Équipe          | PJ | B  |
| ----------------- | --------------- | -- | -- |
| Thomas Dunderdale | Victoria        | 15 | 23 |
| Eddie Oatman      | New Westminster | 14 | 22 |
| Dubbie Kerr       | Victoria        | 15 | 20 |
| Ken Mallen        | New Westminster | 16 | 20 |
| Cyclone Taylor    | Vancouver       | 15 | 18 |
| Ran McDonald      | New Westminster | 15 | 15 |
| Sibby Nichols     | Vancouver       | 13 | 13 |
| Fred Harris       | Vancouver       | 15 | 13 |
| Didier Pitre      | Vancouver       | 14 | 13 |
| Frank Patrick     | Vancouver       | 15 | 10 |

### Équipe d'étoiles
À la fin de la saison, la PCHA désigne les meilleurs joueurs de la saison : 
- Hugh Lehman, New Westminster, gardien de but[4]
- Ernest « Moose » Johnson, New Westminster, défenseur[5]
- Frank Patrick, Vancouver, défenseur
- Cyclone Taylor, Vancouver, rover[Note 1]
- Thomas Dunderdale, Victoria, centre[6]
- Eddie Oatman, New Westminster, ailier droit
- Dubbie Kerr, Victoria, ailier gauche[7].

## Après-saison
Les joueurs de Victoria entreprennent le voyage jusqu'à Toronto pour jouer contre les champions de l'Association nationale de hockey, les Blueshirts de Toronto, mais ayant oublié de faire une demande officielle aux trustees, les joueurs de Victoria ne peuvent pas officiellement prétendre ramener la Coupe Stanley chez eux en cas de victoire. Finalement, les Blueshirts remportent les trois rencontres jouées et l'ANH conserve la Coupe pour encore un an.